# Канове (Бреша)
Канове је насеље у Италији у округу Бреша, региону Ломбардија.
Према процени из 2011. у насељу је живело 40 становника. Насеље се налази на надморској висини од 64 м.